# ロルフ・ジェッサー
ロルフ・ジェッサー (Ralph Jesser) は、1960年代から1970年代にかけて日本で活躍したドイツ人の俳優。

## 出演作品

### 映画
- 妖星ゴラス(1962年) - 南極基地作業員の1人[要出典][注釈 1]
- 海底軍艦(1963年) - ムウ帝国人の1人[要出典][注釈 1]
- 青島要塞爆撃命令(1963年) - ベルゲ中尉[2][注釈 2]
- 昆虫大戦争(1968年) - ゴードン中佐[注釈 3]
- 弾痕(1969年) - コムルスキー（米諜報局員）[注釈 2]
- ゴジラ対メガロ(1973年) - 海底王国無電員[2][注釈 2]
- ノストラダムスの大予言(1974年) - ニューギニア調査隊員2[2]
- エスパイ(1974年) - 逆エスパイA[2][注釈 4]
- 0課の女 赤い手錠（1974年） - リチャード・サクソン

### テレビドラマ
- キイハンター　第12話「幽霊船が呼んでいる」（1968年6月22日）※ノンクレジット
- ワイルド7 第1話「復讐のヘアピン.サーカス」(1972年10月9日) - オズボン[注釈 2]
- 刑事くん 第2部 第37話「赤い靴の少女」（1973年12月24日）- ジョン・ウィルソン
- プレイガールQ 第11話「あの肌に銃をもう一度」（1974年12月16日） - ダンドリッジ兄
- Gメン'75
  - 第6話「コルト自動拳銃1911A1」（1975年6月28日）-アメリカ兵士ニック・カーター[注釈 1]
  - 第44話「警視庁警視　妻の犯罪」（1976年3月20日）-船員シグロ
  - 第54話「密航船」（1976年5月29日）-ジョン・タルボ